# Poirieria syrinx
Poirieria syrinx is een slakkensoort uit de familie van de Muricidae. De wetenschappelijke naam van de soort is voor het eerst geldig gepubliceerd in 1995 door B.A. Marshall & Houart.